# بتن پیش‌تنیده
«بتن پیش‌تنیده» (به انگلیسی: Prestressed concrete) روشی است برای برطرف کردن ضعف بتن در برابر کشش. از بتن پیش‌تنیده می‌توان برای ساخت تیرها، کف طبقات یا پل‌هایی با طول دهنه‌های زیاد که در عمل با بتن مسلح معمولی قابل ساخت نیستند، بهره برد. از تاندون‌های پیش‌تنیده (عموماً کابل‌های فولادی کششی)، برای ایجاد بارهای مقاوم استفاده می‌شود. این بارهای مقاوم، با ایجاد تنش فشاری، سبب به وجود آمدن تعادل با تنش کششی شده که این تنش‌های کششی نیز در هنگام وارد آمدن بار خمشی در یک عضو فشاری بتنی ظاهر می‌شوند. این فرایند به وسیلهٔ رشته‌های فولادی، غلاف و … انجام شده و نیاز به ابزاری خاص دارد. روشهای پیش تنیدگی بتن شامل پیش تنیدگی به روش پیش‌کشیده و پیش تنیدگی به روش پس‌کشیده انجام می‌شوند. در بتن‌های مسلح معمولی، از میل‌گردهای فولادی در داخل بتن استفاده می‌شود.

## سقف‌های بتنی پیش‌تنیده در ایران
سقف‌های بتن پیش‌تنیده به روش پس‌کشیده در سال ۱۳۸۱ برای اولین بار در ایران طراحی و اجرا گردید.در این مدت پروژه‌های زیادی با استفاده از این تکنیک طراحی و ساخته شد.

## سقف‌های بتنی پیش‌تنیده
این سیستم در مرکز تحقیقات ساختمان و مسکن، مورد ارزیابی قرار گرفته و کاربرد آن، در حیطه الزامات ارائه شده، مجاز می‌باشد.

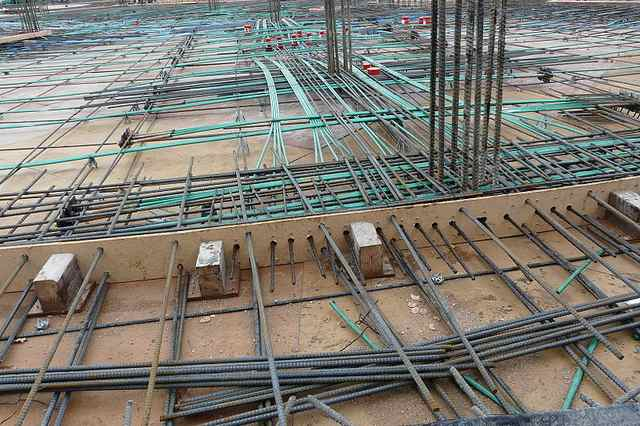

## مفهوم
بیش تنیدگی عبارت است از ایجاد یک تنش اولیه ثابت و دائمی (Prestress) در یک عضو بتنی به نحو دلخواه و به اندازه لازم، به‌طوریکه در اثر این تنش، مقداری از تنش‌های ناشی از بارهای مرده و زنده در این عضو خنثی شده و در نتیجه مقاومت باربری آن افزایش پیدا می‌کند. هدف اصلی، محدود کردن تنش‌های کششی و ترک‌های ناشی از لنگر خمشی، تحت تأثیر بارهای وارده در آن عضو می‌باشد. بتن جسمی است مقاوم در مقابل فشار، ولیکن مقاومت آن در مقابل کشش بسیار کم می‌باشد، بنابراین می‌توان با وارد کردن فشار به بتن، کشش ایجاد شده در اثر بار مرده و زنده را در عضو بتنی تقلیل و در نتیجه مقاومت آن را افزایش داد.

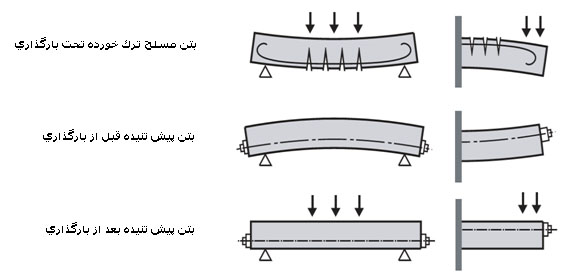
مفهوم پیش تنیدگی

## کاربرد
پیش‌تنیده نمودن مقاطع بتنی از دیرباز از پل‌ها و اسکله‌ها کاربرد داشته و در سال‌ها ی اخیر استفاده از آن در سقف‌های دال تخت، با دهانه‌های بلند و خصوصاً در سقف پارکینگ‌های طبقاتی و عموماً اعضایی که تحت اثر خمش می‌باشند، توسعه یافته‌است.

## عملکرد
در این سقف‌ها با به‌وجود آوردن نیروی اضافی فشاری در بتن، قسمتی از تنش‌های کششی بتن خنثی شده و در نتیجه سطح مقطع فشاری بتن افزایش می‌یابد. در این نوع سقف‌های، نیروی در بتن، توسط کشش کابل‌ها بعد از ریختن بتن و رسیدن بتن به مقاومت لازم، ایجاد می‌شود. این روش به صورت کارگاهی یا کارخانه‌ای قابل انجام است و با مخفف (TP) شناخته می‌شود. در اجرای سقف‌های TP ابتدا غلاف‌های فلزی جایگذاری می‌شوند. سپس، کابل‌ها درون غلاف قرار گرفته و پس از بتن ریزی و رسیدن بتن به مقاومت لازم، (میزانی ذکر شده در مدارک محاسباتی طرح) کشیده می‌شوند. در مرحله بعد به منظور محافظت کابل‌ها در برابر خوردگی و زنگ زدگی، گروت یا دوغاب سیمانی یا مواد پلیمری مانند انواع مناسب قیر یا گریس به درون غلاف‌ها تزریق می‌شود.

## مزایا
- انعطاف پذیر بودن سازه پیش تنیده
- کاهش وزن سازه و بتن پیش تنیده

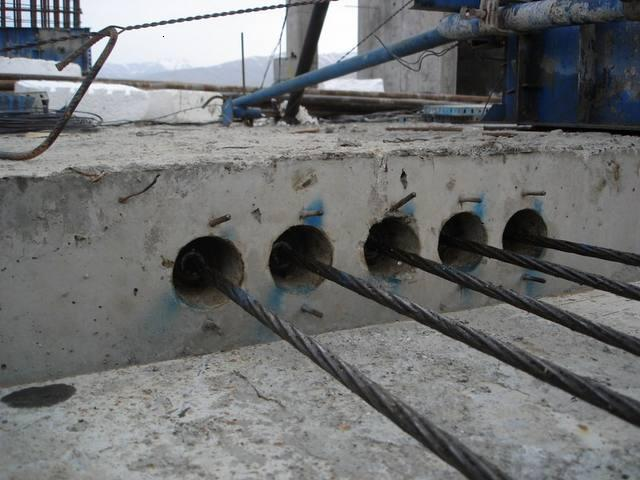

- نداشتن ترک های بتنی و خیز به طرف پایین در سازه پیش تنیده
- سرعت بالای اجرا

## معایب
تخریب این سیستم سقف به دلیل وجود کابل‌های کشیده‌شده بسیار پر خطر بوده و باید با روش‌های خاص توسط تیم فنی آموزش دیده، صورت گیرد.
از نکات حائز اهمیت در اعضای آن پس‌کشیده، مسئله افت و وادادگی کابل‌ها به دلایلی نظیر، کاهش اصطکاک بین کابل و غلاف، لغزش مهار انتهایی و فرورفتن گوه گیرداری در ابتدا و انتهای کابل، کهولت کرنش (relaxation) و شل شدگی فولاد، جمع شدگی بتن یا خزش و انقباض و آب رفتگی بتن به مرور زمان می‌باشد که لازم است به دقت محاسبه شده و مورد توجه قرار گیرد.

## مقایسه با سازه‌های بتنی معمولی
- وزن کمتر: کاهش بار مرده سازه و در نتیجه کاهش بار بر فونداسیون.
- مقاومت بیشتر: تحمل بارهای سنگین‌تر و کاهش خیز سازه.
- صرفه اقتصادی: کاهش هزینه‌های ساخت و نگهداری.
- عملکرد بهتر در زلزله: به دلیل وزن کمتر و انعطاف‌پذیری بیشتر.

## الزامات
در این سقف‌ها به منظور دست یافتن به یک طرح بهینه از لحاظ مقدار مصالح، وزن و هزینه، از بتن و فولادهای با مقاومت بالا استفاده می‌شود. در سقف‌های این نوع کشیده حداقل رده بتن باید c30 باشد.
در زمان اجرا، کنترل کیفیت مواردی نظیر محل و نحوه جایگذاری کابل‌ها، میزان نیروی پس کشیدگی، کفایت تزریق گروت در قلاف‌ها بسیار حائز اهمیت می‌باشد.
- انقباض یا آب رفتگی بتن که به علت خروج آب از بتن به مرور زمان می‌باشد (shrinkage)
- افت ناشی از تغییر شکل نسبی الاستیک بتن
- استفاده از سیستم سقف دال‌های تخت آن پس‌کشیده، در دهانه‌های بلندتر از ۷ متر توجیه اقتصادی دارد.
- در استفاده از دال‌های تنیده پس‌کشیده به لحاظ بزرگ بودن دهانه‌ها و وجود نیروهای ثقلی قابل ملاحظه، در نظر گرفتن تمهیدات لازم به منظور کنترل برش سوراخ‌کننده (punch)بسیار حائز اهمیت می‌باشد.
- نظر به اینکه سیستم سقف بتنی پیش‌تنیده پس‌کشیده عمدتاً به‌صورت دال تخت کاربرد دارد، لذا بر اساس توصیه بند ۵-۸-۳-۲ آئین‌نامه ۲۸۰۰ ایران، در زمان استفاده از سیستم دالهای تخت و ستون، ارتفاع ساختمان به ۱۰ متر یا حداکثر ۳ طبقه محدود می‌شود. در غیر اینصورت استفاده از دیوارهای برشی بتن آرمه الزامی خواهد بود.
- ضوابط طراحی و اجرای سیستم سقف بتنی پیش‌تنیده پس‌کشیده باید براساس آئین‌نامهACI 318 آئین‌نامه طرح و محاسبه قطعات بتن پیش‌تنیده موضوع نشریه شماره ۲۵۰ سازمان مدیریت و برنامه‌ریزی کشور که بخش الحاقی آیین‌نامه بتن ایران(آبا) می‌باشد، انجام شود.
- رعایت حداقل رده بتن مصرفی معادل 30 C در این سیستم الزامی است.
- محافظت فولادهای پیش تنیدگی در برابر زنگ زدگی بسیار حائز اهمیت بوده و باید کابل‌ها توسط دوغاب سیمان که بعد از کشیدن کابل‌ها به داخل غلاف‌ها تزریق می‌شود یا مواد قیری یا گریس که روی آن می‌مالند از زنگ زدگی محافظت شوند.[۲]

نمودار بتن پیش‌تنیده

## نگارخانه

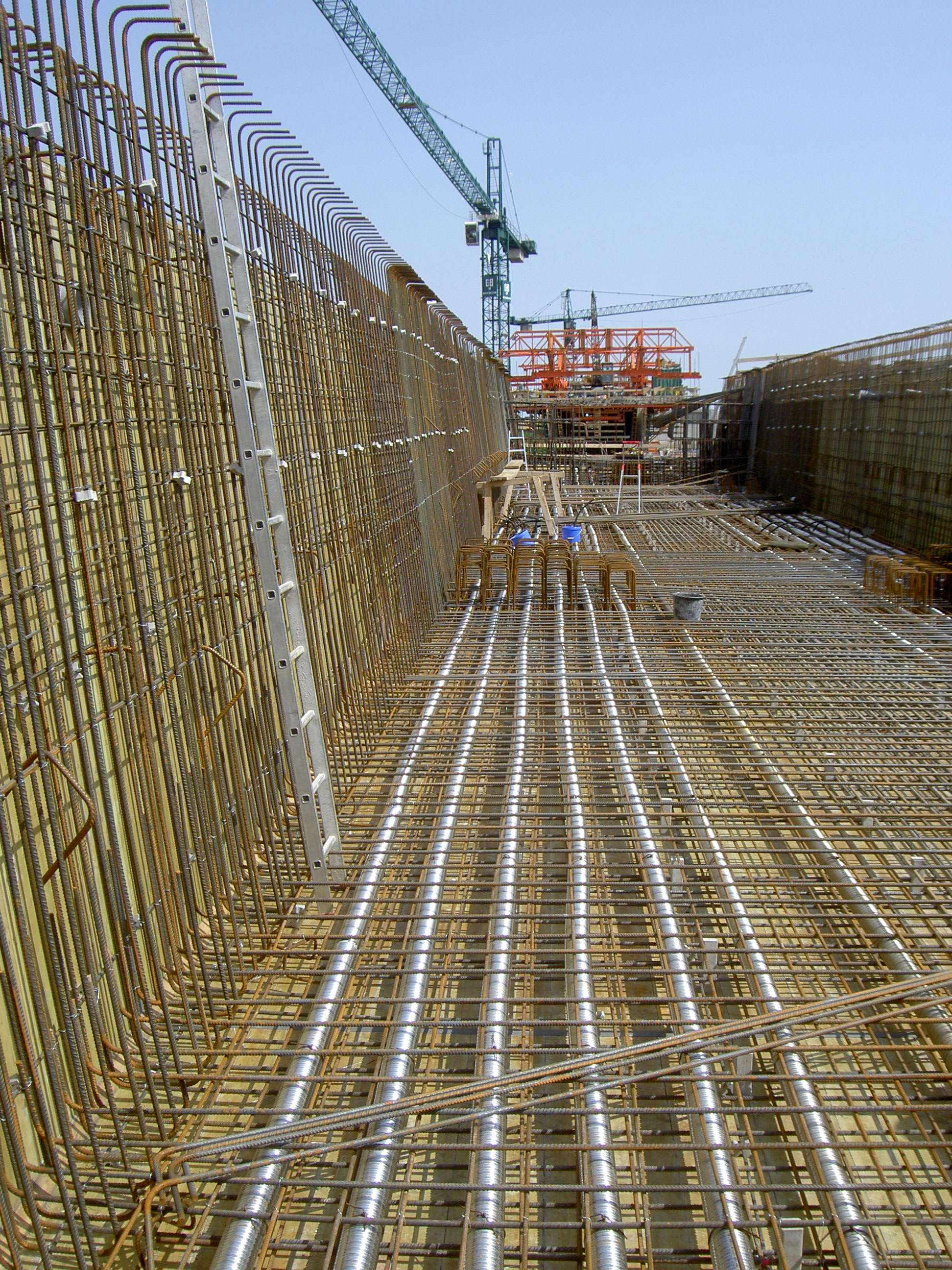